# وشتردایششترایش
وشتردایششترایش (به آلمانی: Westerdeichstrich) یک شهر در آلمان است که در دیمارشن واقع شده‌است. وشتردایششترایش ۹۳۱ نفر جمعیت دارد.